# Lytta voeti
Lytta voeti là một loài bọ cánh cứng trong họ Meloidae. Loài này được Schoenherr miêu tả khoa học năm 1806.